# Netelia dolabra
Netelia dolabra är en stekelart som beskrevs av Kaur och Jonathan 1979. Netelia dolabra ingår i släktet Netelia och familjen brokparasitsteklar. Inga underarter finns listade i Catalogue of Life.